# Senonnes
Senonnes ist eine französische Gemeinde mit 376 Einwohnern (Stand: 1. Januar 2022) im Département Mayenne in der Region Pays de la Loire. Die Gemeinde gehört zum Kanton Cossé-le-Vivien im Arrondissement Château-Gontier. 

## Geografie
Senonnes liegt etwa 45 Kilometer südwestlich von Laval. Umgeben wird Senonnes von den Nachbargemeinden La Rouaudière im Norden, Congrier im Osten, Saint-Erblon im Osten und Südosten, Ombrée d’Anjou im Süden sowie Eancé im Westen.

## Bevölkerungsentwicklung
| Jahr                       | 1962 | 1968 | 1975 | 1982 | 1990 | 1999 | 2006 | 2019 |
| -------------------------- | ---- | ---- | ---- | ---- | ---- | ---- | ---- | ---- |
| Einwohner                  | 474  | 442  | 371  | 345  | 331  | 325  | 360  | 347  |
| Quellen: Cassini und INSEE |      |      |      |      |      |      |      |      |

## Sehenswürdigkeiten
- Kirche Saint-Pierre
- Burg Senonnes, Monument historique

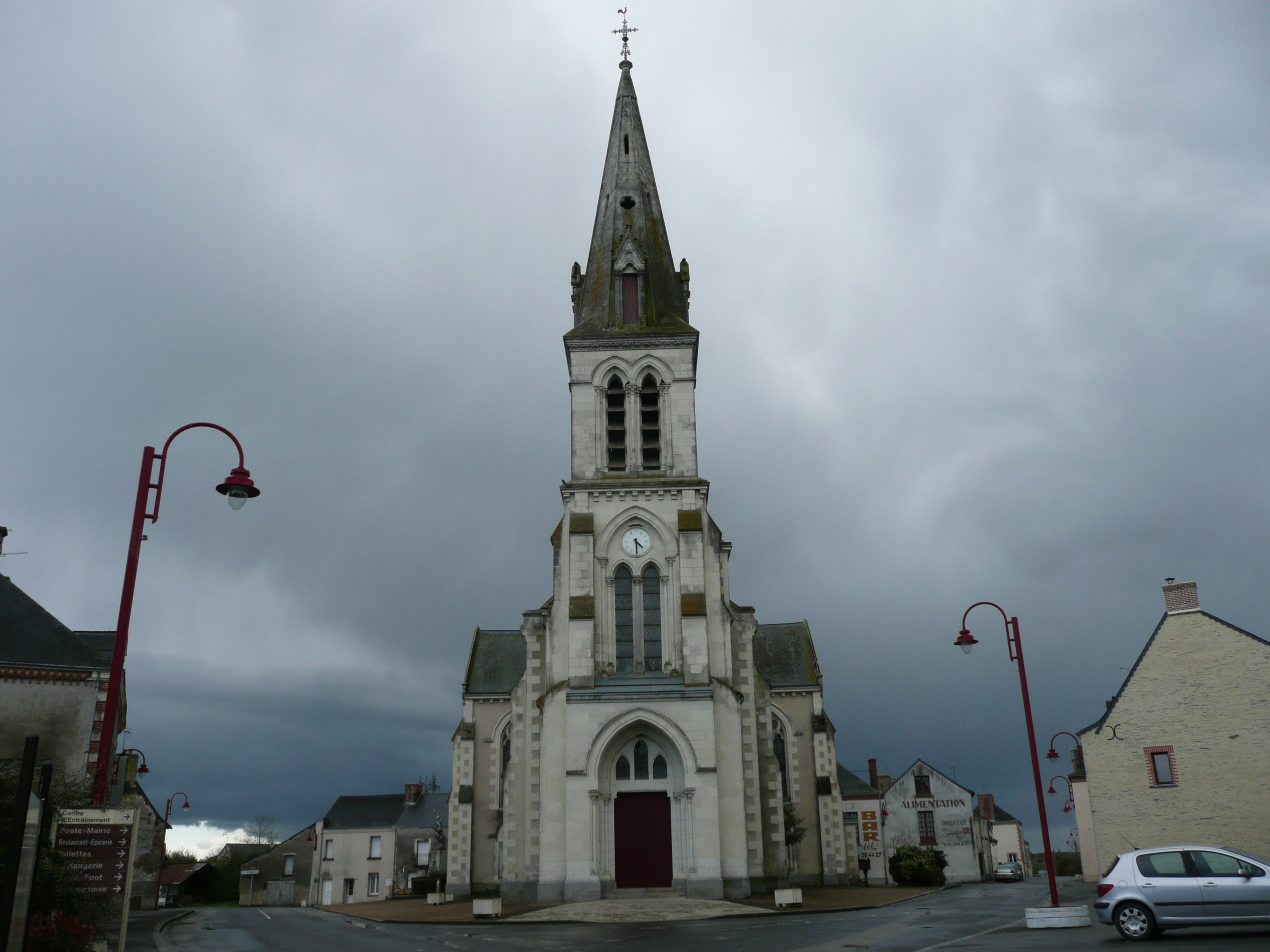
Kirche Saint-Pierre
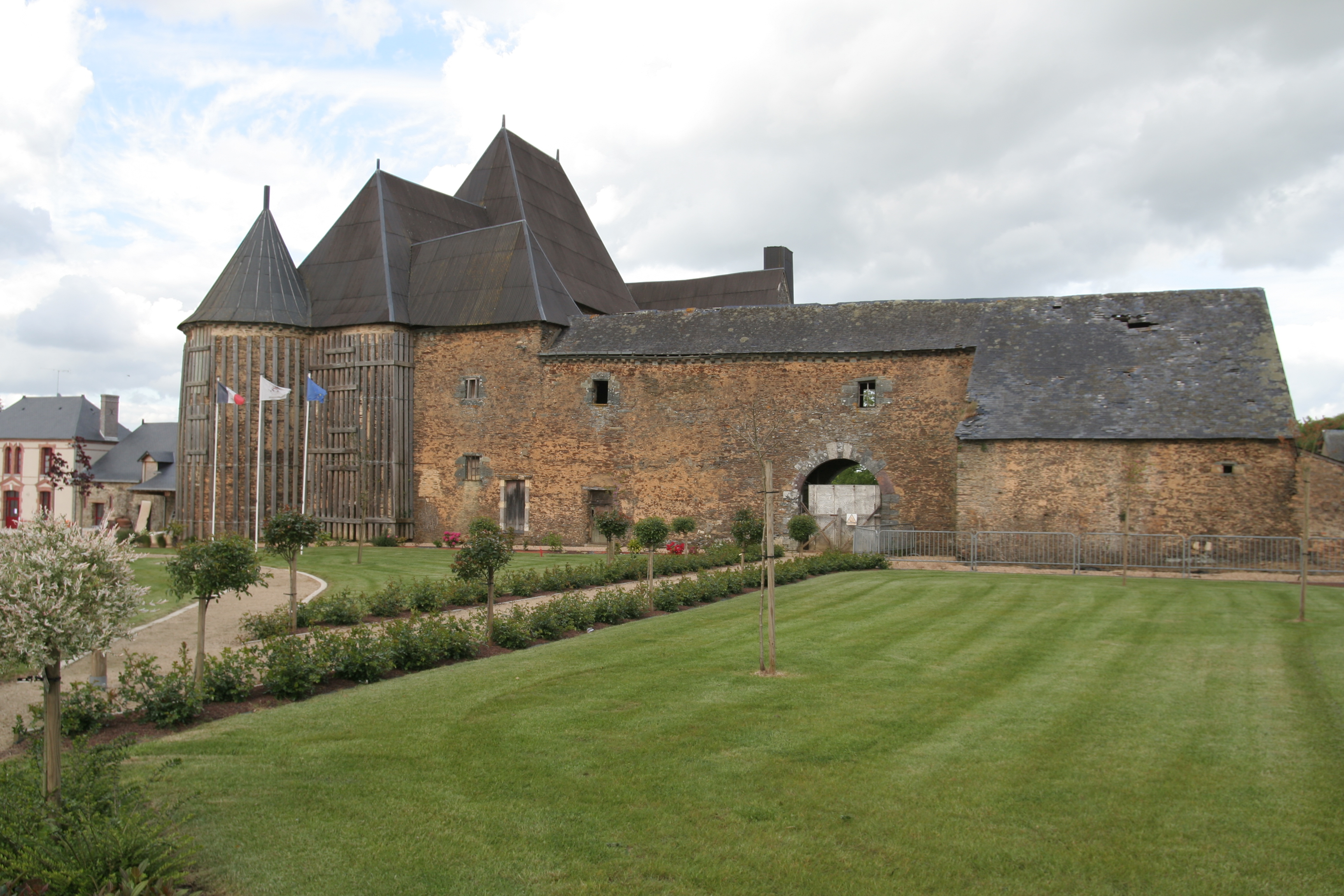
Burg Senonnes